# ARN polimerază
ARN-polimeraza este o enzimă care ajuta la producerea acidului ribonucleic și are functia de catalizator al procesului de transcripție al ADN-ului în ARN. 
În organismele procariote există doar un singur fel de ARN-polimerază spre deosebire de organismele eucariote în care se întâlnesc trei forme:
1. ARN-polimerază I care catalizează sintetizarea ARN-r(ribozomal)în nucleus
2. ARN-polimerază II care catalizează sintetizarea ARN-m
3. ARN-polimerază III care catalizează sintetizarea ARN-t

aceste trei polimeraze sunt dependente de ADN, si au o structură complexă.